# John Cooper (Skillet)
John Landrum Cooper, meglio noto come John L. Cooper (7 aprile 1975), è un cantante e bassista statunitense. È membro della christian rock band Skillet, nata nel 1996 e nominata ai Grammy

## Carriera

### Seraph
Esordisce con un gruppo rock sperimentale, i Seraph. La band pubblica una demo, per poi sciogliersi.

### Skillet
Nel 1996, in collaborazione con Ken Steorts, forma gli Skillet. Si incontrano nel corso di un tour con le precedenti e rispettive band. John Cooper era il cantante dei Seraph, una progressive rock band del Tennessee, mentre Ken Steorts era il chitarrista degli Urgent Cry. Le due band si sciolsero poco dopo, quindi gli agenti di John e Ken incoraggiarono i rispettivi artisti a formarne una propria. Esprimendo due differenti stili rock, decisero di chiamare l'esperimento Skillet. Poco dopo, Trey McClurkin entra nella band come batterista temporaneo. Gli Skillet dopo solo un mese ricevettero offerte da una delle maggiori etichette discografiche del Christian Rock ForeFront Records e firmarono poco dopo un contratto. Ken Steorts lascia la band nel 1999 e Trey McClurkin nel 2000. John rimase unico fondatore ed autore dei testi della band.
Fino al 2003 la band e Cooper rimasero nell'anonimato e lo stesso cantante ha dichiarato di voler abbandonare il progetto della band, che faticava tanto a sfondare. La svolta arriva gli anni successivi, nel 2006 (Comatose e la relativa nomina ai Grammy) e 2009 (Awake, certificato poi disco d'oro insieme a Rise del 2013). L'apice attuale è il rilascio di Unleashed del 2016. Nel corso di questi anni Kasica e la Peters abbandonano la band. Al loro posto ci sono attualmente Seth Morrison e Jen Ledger.

### Altre Compilations
John fornì la sua voce per Hero: The Rock Opera. Secondo alcuni testimoni, Cooper non ha partecipato al tour con la Rock Opera, al suo posto venne ingaggiato il cantante dei Fusebox, Billy Buchanan. John fu anche co-autore del singolo, "Best I Can", dei Decyfer Down. Ha inoltre cantato il brano iniziale dell'album, "Tonight", di Tobymac.

## Vita privata

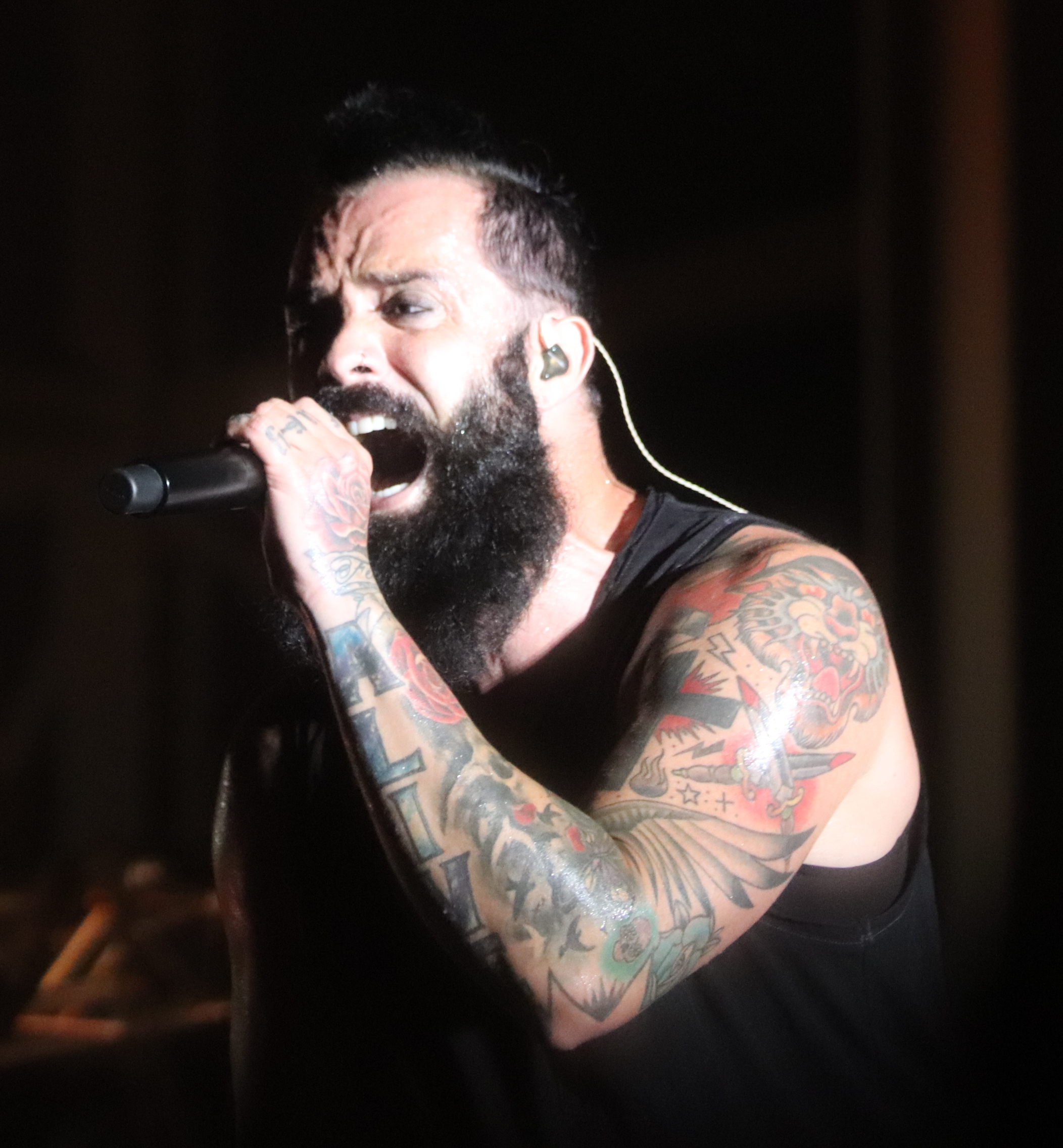
John Cooper con gli Skillet nel 2019

In numerose occasioni ha affermato di esser nato e cresciuto in una famiglia molto religiosa: "Non puoi indossare abiti neri, non puoi ascoltare musica che comprenda batteria e chitarre, non puoi aver i capelli lunghi, non puoi far questo e non puoi far quello. Era tutto così senza vita. So di aver letto la Bibbia ed è stato come... 'Questo non è quello che dice la Bibbia. Mi piace l'idea di vivere per Gesù, ma odio l'idea di vivere per te. Lo sai?"
Cooper è sposato con Korey Cooper, la tastierista, e chitarrista degli Skillet. Entrambi hanno tatuato le fedi sulle dita. Hanno due figli: Alexandria, nata nel 2002, e Xavier, nato nel 2005.
Nel corso di un Creation Festival  John ha rivelato: "all'inizio, avevamo deciso che non avremmo avuto bambini. Non avevamo intenzione di farne. Dopo Dio ci parlò, mostrandoci che Dio può cambiare le nostre menti, giusto? Quindi Dio cominciò a parlarmi di bambini, ed io ero stupefatto: "Davvero? ma noi avevamo preso la decisione di NON averne." e Dio : "Non importa." quindi... questo è quello che è accaduto! È stato un grande shock, perché eravamo veramente contrari, ma nemmeno sapevamo che gli Skillet ci sarebbero stati per tutto questo tempo, no? Non sapevo che sarei arrivato ai 35 anni facendo ancora questo."
Un interesse di John, e ne parla spesso nel corso dei suoi tour, è il suo amore per la musica anni ottanta. Nel 2008 ha affermato scherzosamente, "Ogni band con spandex e capelli veramente grandi è la mia band. Stryper tutta la vita!" Ha anche espresso la sua passione le power ballads anni ottanta, affermando "Ogni buona band metal deve avere una power ballad". Questi interessi son causa di scherzi tra fan e membri della band nei tour ".